# Orange County (sæson 2)
Anden sæson af den amerikanske tv-serie Orange County blev vist fra 4. november 2004 og indtil 19. maj 2005.